# Guillermo Acosta
Guillermo Gastón Acosta (Alderetes, 31 ottobre 1988) è un calciatore argentino, centrocampista dell'Atl. Tucumán.

## Caratteristiche tecniche
È un esterno destro.